# 片岡行雄
片岡 行雄（かたおか ゆきお、1934年11月18日 - ）は、日本の京人形師。
京都府出身。京人形師として一世を風靡した片岡光春を父に持つ。立命館大学法学部卒業。父のもとで人形作りを学び、1995年に京都府伝統産業優秀技術者（京の名工）に選ばれる。京都工芸研究会委員長も務める。